# Ernst Gruber
Ernst Gruber (* 20. Dezember 1918 in Wien; † 24. August 1979 in Berlin) war ein deutscher Opernsänger (Heldentenor).

## Leben
Ernst Gruber studierte bei Karl Rössl-Majdan in Wien und bei Hans Depter in Graz. Im Jahre 1947 debütierte er am Schauspielhaus Graz als Max im Freischütz. In den Jahren 1947 und 1948 gastierte er an diversen Theatern in der Schweiz und in Ungarn.
Hermann Abendroth engagierte ihn 1949 ans Nationaltheater Weimar. 1953 ging er nach Leipzig, wo er als Heldentenor – vor allem als Wagner-Sänger – sang. Zur gleichen Zeit bestand ein Gastspielvertrag mit der Staatsoper Dresden, wo er z. B. 1959 den Florestan aus Fidelio sang. Im Jahre 1957 sang er beim Maggio Musicale Fiorentino den Erik im Fliegenden Holländer.
1962 sang er die Titelpartie des Rienzi in Leipzig. Ab dem Jahre 1964 gehörte Gruber dem Ensemble der Berliner Staatsoper an. Bis zum Jahre 1970 hatte er erneut ein Engagement am Opernhaus Leipzig.
Gruber gastierte an den Opernhäusern von Amsterdam, Barcelona, Budapest, Frankfurt am Main und Lissabon, sowie in Polen, Finnland, Rumänien und den Vereinigten Staaten.
Gruber kreierte Hauptpartien in den Wagneropern Tannhäuser, Tristan und Lohengrin. Daneben gestaltete er den Radames in Aida und den Titelheld im Otello von Giuseppe Verdi. Er sang auch die Titelrollen in Sadko von Nikolai Andrejewitsch Rimski-Korsakow und in Sly von Ermanno Wolf-Ferrari, sowie den Aegisth in Elektra von Richard Strauss.
Gruber war auch als Konzertsolist erfolgreich.
Am 24. August 1979 verstarb Ernst Gruber im Alter von 60 Jahren in Berlin.